# فيليب بلوخ
فيليب بلوخ (بالألمانية: Philipp Bloch)‏ (و. 1841 – 1923 م) هو مؤرخ، وحاخام ألماني، توفي في برلين، عن عمر يناهز 82 عاماً.